# Поледица
Поледица је врста ниске падавине која се јавља током зиме. Настаје када ситне прехлађене капи воде, падају на тло или предмете чија је температура испод 0 °C. Том приликом оне се одмах смрзавају и ствара се танка ледена кора. Поледица ствара велике проблеме на путевима широм света јер отежава и често потпуно онемогућава одвијање нормалног саобраћаја.

## Дефиниције
Израз „црни лед“ у Сједињеним Државама Национална метеоролошка служба дефинише као „неравномеран лед на путевима или другим саобраћајним површинама који се не може лако видети. Често је прозиран (не бео) са црном површином пута видљивом испод. Он је најраспрострањенији током раних јутарњих сати, посебно након што отапање снега на коловозима има шансу да се поново замрзне преко ноћи када температура падне испод нуле. Црни лед се такође може формирати када су коловози клизави од кише и температуре падну испод нуле преко ноћи."
Дефиниције црног леда Светске метеоролошке организације су:
- Популарна алтернатива за термин „глазура”. Танак слој леда, релативно тамног изгледа, може да се формира када слаба киша или киша падне на површину пута која је на температури испод 0 °C или, алтернативно, када се вода која је већ на површини пута накнадно замрзне када њена температура падне испод тачка мржњења. Такође се може формирати када се прехлађене капљице магле пресретну са зградама, оградама и вегетацијом.
- Танак, нови лед на несланој или сланој води, који изгледа тамне боје због своје провидности, што је резултат његове стубасте структуре зрна. На језерима, црни лед је такође обично прекривен белим ледом формираним од поново замрзнутог снега или бљузгавице.
- Поморски израз за страшни облик залеђивања, који је понекад довољно тежак да преврне мали брод.

## Формирање

### На путевима и тротоарима
Речник метеорологије Америчког метеоролошког друштва укључује дефиницију црног леда као „танак слој леда, релативно тамног изгледа, [који] се може формирати када слаба киша или киша падне на површину пута која је на температури испод 0 °C (32 °F).”] Пошто представља само танку акумулацију, црни лед је веома провидан и стога га је тешко видети у поређењу са снегом, смрзнутом бљузгавицом или дебљим слојевима леда. Поред тога, често је испреплетен са мокрим коловозом, који је по изгледу скоро идентичан. Ово стање чини вожњу возилом, вожњу бициклом или ходање по погођеним површинама изузетно опасним. Одлеђивање сољу (натријум хлорид) је ефикасно до температура од око −18 °C (0 °F). Друга једињења, као што су магнезијум хлорид или калцијум хлорид, коришћена су за екстремно ниске температуре јер је депресија тачке смрзавања њихових раствора нижа.
На ниским температурама (испод −18 °C [0 °F]), црни лед може да се формира на коловозима када се влага из издувних гасова аутомобила, као што су мотоцикли и аутомобили, кондензује на површини пута. Такви услови су изазвали вишеструке несреће у Минесоти када су температуре пале испод −18 °C (0 °F) током дужег временског периода средином децембра 2008. године. Неефикасност соли при топљењу леда на овим температурама отежава проблем. Црни лед може да се формира чак и када је температура околине неколико степени изнад тачке смрзавања воде од 0 °C (32 °F), ако се ваздух нагло загреје након дужег хладног периода док површина коловоза остаје знатно испод температура тачке смрзавања, 32 степена Фаренхајта.
Дана 1. децембра 2013, густ саобраћај после Дана захвалности наишао је на црни лед на аутопуту I-290 у западном правцу у Вустеру, Масачусетс. Дошло је до ланчане реакције серијом судара, у којима су учествовале три полуприколична камиона и преко 60 других возила. Лед се изненада формирао на дугој падини, изненађујући возаче који су долазили преко врха брда, и који нису могли да виде слупана возила испред себе све док није било прекасно да се зауставе на клизавом коловозу.
Дана 11. фебруара 2021, залеђивање у Даласу и Форт Ворту у Тексасу допринело је судару на I-35W који су власти назвали „догађајем масовних жртава“. Преко 100 аутомобила је било укључено у гомилање, и пријављено је више смртних случајева.

### На мостовима
Мостови и надвожњаци могу бити посебно опасни. Црни лед се прво формира на мостовима и надвожњацима јер ваздух може да циркулише и изнад и испод површине уздигнутог коловоза када температура околине падне, што доводи до бржег пада температуре коловоза моста. У Сједињеним Државама, знаци упозорења на путевима са саветодавном ознаком Мост може бити залеђен указују на потенцијално опасне путеве изнад мостовских конструкција.
Слични путокази постоје широм Канаде, али упозорења се понекад појављују без речи у складу са двојезичним захтевима. Канадски знак приказује возило са траговима проклизавања и пахуљама снега. Званични и неоткривени опис истог знака је дефинисан као „Клизав плочник када је мокар“.

#### Студија случаја у Минесоти
Мост I-35W на реци Мисисипи у Минеаполису, Минесота, био је добро познат по свом црном леду пре него што се 2007. срушио у реку Мисисипи. То је изазвало неколико нагомилавања током његовог 40-годишњег века постојања. Дана 19. децембра 1985. температура је достигла −34 °C (−29 °F). Аутомобили који су прелазили мост наилазили су на црни лед, а на мосту на северној страни била је огромна гомила слупаних возила. У фебруару и децембру 1996. године, мост је идентификован као појединачно најопасније место за хладно време у локалном систему аутопутева, због танког слоја црног леда који скоро да нема трења а који се редовно формирао када су температуре падале испод нуле. Близина моста водопаду Светог Антонија значајно је допринела проблему залеђивања, а место је било познато по честим проклизавањима и сударима.
До јануара 1999. године, Mn/DOT је почео да тестира растворе магнезијум хлорида и мешавине магнезијум хлорида и нуспроизвода прераде кукуруза како би утврдио да ли ће било који од њих умањитх присуство црног леда који се појављиовао на мосту током зимских месеци. У октобру 1999. године, држава је уградила млазнице које се активирају падом температуре у палубу моста да би попрскале мост раствором калијум ацетата, како би се површина коловоза одржала без зимског црног леда. Систем је почео са радом 2000. године.

### На води
Када је температура испод нуле и ветар је миран, на пример под високим атмосферским притиском ноћу у јесен, танак слој леда ће се формирати изнад отворене воде језера. Ако је дубина воденог тела довољно велика, његова боја је црна и може се видети кроз лед, те се стога и зове црни лед.
Лед се такође може формирати прскањем морске воде и смрзавањем водене паре при контакту са надводном структуром пловила када је температура довољно ниска. Лед формиран на овај начин познат је као рајм. Како формирање напредује, тежина изнад плоче се повећава и може на крају довести до превртања. Штавише, камени лед може да омета правилно функционисање важних навигационих инструмената на броду, као што су радари или радио инсталације. Користе се различите стратегије за уклањање таквог леда: одсецање леда или чак употреба ватрогасних црева у покушају да се уклони лед.

### У планинама
Црни лед представља значајну опасност за пењаче и скрамблере. Хладно време је уобичајено на великим надморским висинама, а црни лед се брзо формира на површинама стена. Губитак вучне силе је изненадан и неочекиван као на тротоару или путу, али може бити опасан ако је стена на изложеном положају са падом испод. Цепин и дерезе су неопходно потребни у таквим околностима, јер ће помоћи да се спречи пад, а уже за осигурање ће помоћи да се заустави пад.